# 迪口镇
迪口镇，是中华人民共和国福建省南平市建瓯市下辖的一个乡镇级行政单位。

## 行政区划
迪口镇下辖以下地区：
迪口村、值源村、占村、下房村、店村、西坑村、龙北溪村、郑魏村、大布林村、下庄村、坑头村、下溪村、可建村、凌坑村、中田村、岩下村和杉洋村。